# Rejon celinny (Kraj Ałtajski)
Rejon celinny (ros. Целинный район) – rejon na terenie wchodzącego w skład Rosji syberyjskiego Kraju Ałtajskiego
Rejon zamieszkuje ok. 23,1 tys. osób; całość populacji stanowi ludność wiejska, gdyż w skład tej jednostki podziału terytorialnego nie wchodzi żadne miasto.
Ośrodkiem administracyjnym rejonu jest  wieś Celinnoje.